# Comanchería

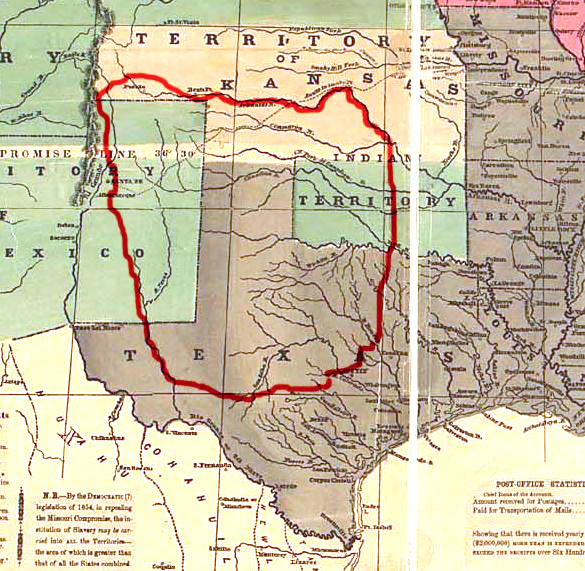
Comanchería abans de 1850.

Comanchería era una regió de Nou Mèxic i oest de Texas i zones properes ocupades pels comanxes abans de 1860. L'àrea tenia límits imprecisos i va variar amb el temps però generalment es considerava que els seus límits eren l'Escarpament de Balcones al sud, al nord de San Antonio (Texas); continuava cap al nord al llarg de Cross Timbers per acabar abastant una àrea al nord que incloïa el riu Cimarron i el curs superior del riu Arkansas a l'est de les Rocoses. La frontera occidental de la Comanchería estava delimitada per l'Escarpament de Mescalero i el riu Pecos i seguia cap al nord al llarg del límit dels assentaments espanyols de Santa Fe (Nou Mèxic). inclou mapes dels avanços dels comanxes durant el segle xviii i de la Comanchería i les tribus que l'envoltaven.
La regió abastava (segons divisions actuals) l'oest de Texas, el Llano Estacado, el Panhandle de Texas, l'Altiplà d'Edwards (incloent el Texas Hill Country), l'est de Nou Mèxic, el Panhandle d'Oklahoma, les Muntanyes Wichita i grans porcions de Colorado i Kansas.

## Apachería
Abans que els comanxes s'estenguessin des de l'actual Wyoming a principis del segle xviii les terres ara conegudes com a Comanchería eren la llar de multitud de tribus, la més important d'elles la dels apatxes. Gran part de la regió era coneguda amb anterioritat com Apachería.

## La Comanchería com a imperi
Pekka Hämäläinen (2008) afirma que entre la dècada de 1750 i la de 1850 els comanxes van ser el grup dominant en el sud-oest i el territori que dominaven era la Comanchería, al que Hämäläinen qualifica d'"imperi". Enfrontats als llocs fronterers dels espanyols, mexicans i nord-americans en la perifèria de Nou Mèxic, Texas, Louisiana i Mèxic, van treballar per millorar la seva pròpia seguretat, prosperitat i poder. Els comanxes van usar el seu poder militar per obtenir subministraments i mà d'obra dels nord-americans, mexicans i altres indis mitjançant saquejos, tributs i segrests.
Encara que alimentat per la violència, l'imperi comanxe era principalment una organització econòmica que feia ús d'aquesta violència per estendre la seva influència i que estava basada en una complexa xarxa comercial que facilitava el comerç a llarga distància. En el seu tracte amb els seus vassalls indis els comanxes van estendre el seu llenguatge i la seva cultura per tota la regió mentre forjaven aliances amb uns o uns altres segons convingués millor als seus interessos d'aquest moment que solien tenir a veure amb la seva guerra amb els apatxes, els seus enemics al llarg de tot el seu període de domini de les planes i font habitual del seu comerç d'esclaus, captius i rescats.
El seu imperi es va esfondrar quan els seus llogarets es van veure repetidament delmades per epidèmies de verola i còlera des de finals de la dècada de 1840. La més important va ser una epidèmia de còlera en 1867 que era el cim a una sèrie d'epidèmies de verola, malaltia que ja en 1781 havia provocat una enorme mortalitat i que va afectar amb virulència als comanxes diverses vegades a mitjan segle xix en 1839, 1848, 1851 i 1862, poc abans de l'aparició del còlera. Les successives epidèmies, i el fet d'haver aconseguit el límit de morts de bisons que permetia que les manades no es ressentissin al mateix temps que els caçadors angloeuropeus feien la seva aparició, van provocar una disminució de la població des dels aproximadament 45.000 comanxes durant el cim del seu poder fins als vint mil abans de les epidèmies del segle xix, 12.000 després del pas de la verola i fins als menys de 8.000 després de l'epidèmia de còlera de 1867 i el començament de les hostilitats amb el govern nord-americà.

## Pobles veïns
Cap a l'oest, sud-oest i sud-est de la Comanchería s'estenien grans territoris de diversos grups apatxe hostils que formaven una espècie de terra sense llei que fou l'objecte de fortes disputes entre els dos pobles i que els comanxes van posar sota el seu control mentre expulsaven als apatxes cada vegada més cap al sud i l'oest. A més d'això els comanxes havien de passar a través de la perillosa Apachería en la seva ruta cap al sud fins a Mèxic per dur a terme incursions i tornar a creuar-la amb les seves captures. Els seus aliats, els kiowa i els Kiowa-apatxe habitaven al clau (panhandle) d'Oklahoma i Texas al costat dels comanxes. Al nord-oest de la Comanchería vivien els seus enemics ute (aliats al principi de la seva expansió) i xoixons (tribu de la qual són originaris els comanxes), al nord-est es van assentar els seus enemics, els poderosos Osage i al nord es trobaven els també antagonistes pawnee. Mentre, dins d'ella i contigus a la Comanchería vivien els seus aliats wichita, tawakoni, wako (de l'espanyol "hueco", eren una subtribu dels wichita) i hasinai. A l'est vivien els caddo i més tard els cherokees i al sud-est es van assentar els seus antics aliats, els tonkawa, que després van passar a ser rivals després de l'expulsió dels apatxes de les planes. Al nord els Xeiene i arapaho del sud van obligar els comanxes a reconèixer el riu Arkansas com la seva frontera nord.
A més d'aquests contactes els comanxes van dur a terme nombroses iniciatives comercials amb els Pueblo de Nou Mèxic i els assentaments espanyols al voltant de San Antonio, Texas. En aquest intercanvi il·legal d'armes, cavalls, captius i altres béns els comancheros (comerciants pueblo i neomexicans) actuaven com a intermediaris. Per la seva banda els ciboleros van competir amb els comanxes en la caça del bisó. El comanxe es va convertir en la lingua franca de les planures del sud.